# Аркадак
Аркада́к — місто в Росії, адміністративний центр Аркадацького району Саратовської області. Місто розташоване в межах українського історичного та культурного регіону Жовтий Клин.
Населення 10,4 тис. мешканців (2025).
Місто розташоване на східній околиці Оксько-Донської рівнини, на річці Великий Аркадак (поблизу її впадіння в річку Хопер), за 248 км на захід від Саратова. Залізнична станція Південно-Східної залізниці.

## Історія
Місто Аркадак, засноване на річці Аркадак поблизу її впадіння в Хопер, спочатку виникло як село на землі поміщика Л. Л. Наришкіна. В перекладі «Аркадак» — це місцевість навколо гір. Перша згадка в 1721 році. До 1939 року Аркадак був робочим селищом, місто з 1963 року.

## Промисловість
У місті діють: спиртзавод «Аркадакський», олійний і молочноконсервний заводи.

## Цікаві об'єкти

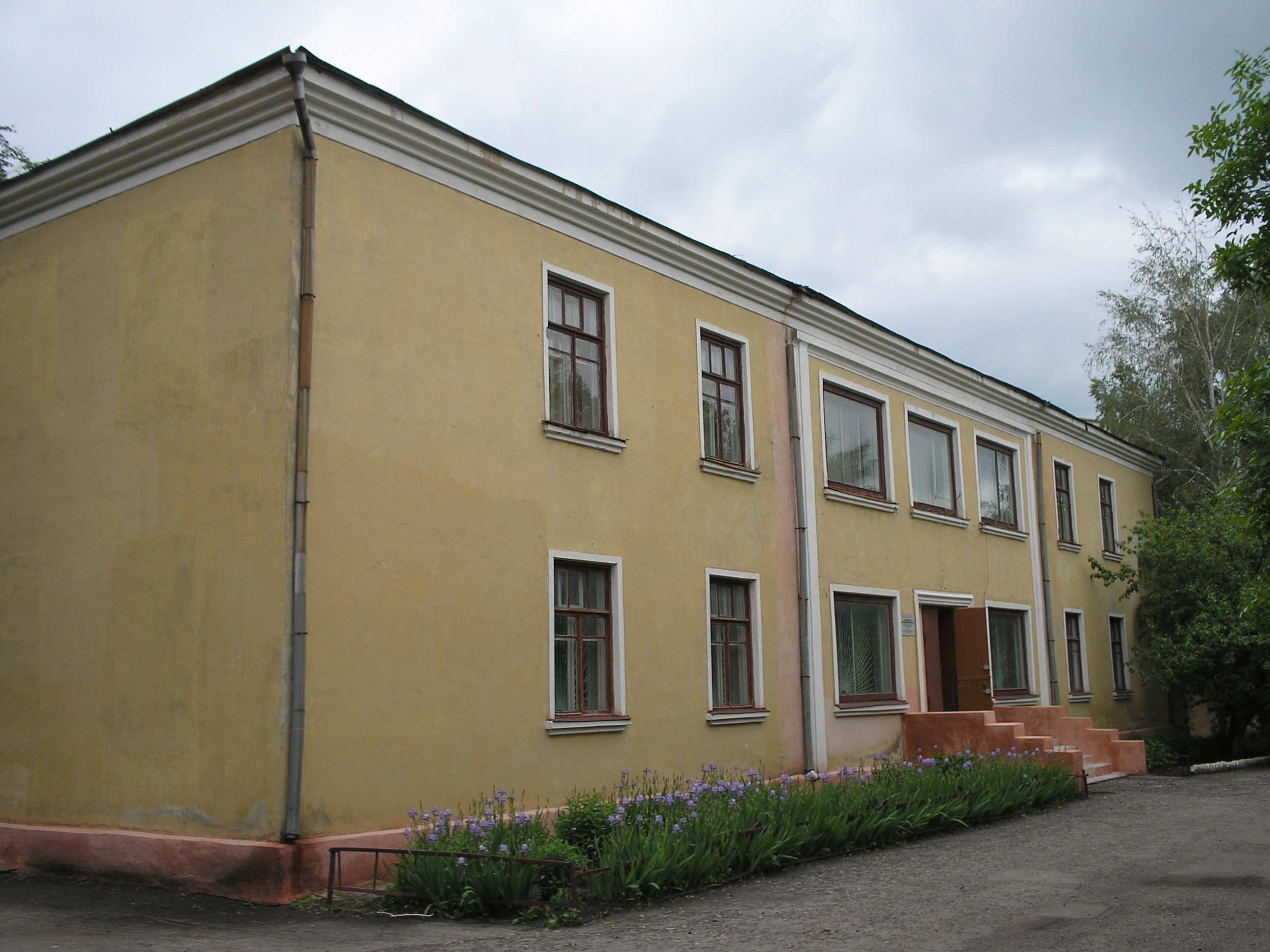
Аркадакський краєзнавчий музей

Найцікавіші об'єкти: краєзнавчий музей (з 1968), діюча Свято-Вознесенська церква (з 1822). За переказами, до революції в храмі зберігався хрест з частинками Хреста Господнього з Єрусалиму, який використовувався в церемонії коронації Російських Імператорів. В 1918 році безслідно зник.
Місто забудоване здебільшого одноповерховими дерев'яними будинками.